# Thuré

Thuré este o comună în departamentul Vienne, Franța. În 2009 avea o populație de 2,867 de locuitori.